# Leuctra moselyi
Leuctra moselyi är en bäcksländeart som beskrevs av Morton 1929. Leuctra moselyi ingår i släktet Leuctra och familjen smalbäcksländor. Inga underarter finns listade i Catalogue of Life.

## Bildgalleri

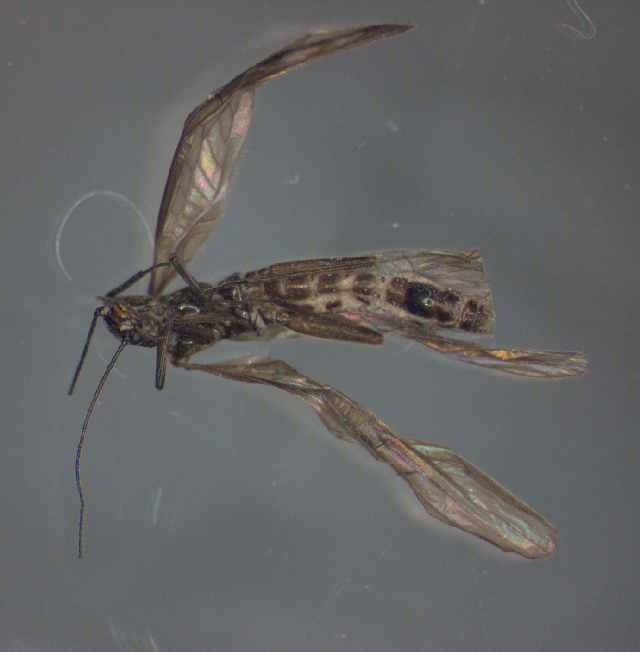
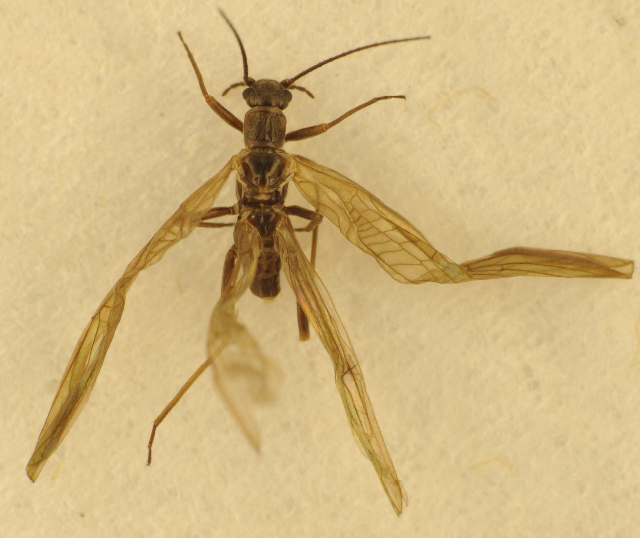